# Стохастическая аппроксимация
Стохастическая аппроксимация — рекуррентный метод построения состоятельной последовательности оценок решений уравнений регрессии и экстремумов функций регрессии в задачах непараметрического оценивания. В биологии, химии, медицине используется для анализа результатов опытов. В теории автоматического управления применяется как средство решения задач распознавания, идентификации, обучения и адаптации.
Основоположниками метода стохастической аппроксимации являются Кифер, Вольфовиц, Робинс, Монро .

## Поиск решения уравнения регрессии
Пусть каждому значению параметра {\displaystyle x} соответствует измеряемая опытным путём случайная величина {\displaystyle y} с функцией распределения {\displaystyle F(y|x)}, причем математическое ожидание величины {\displaystyle y} при фиксированном параметре {\displaystyle x} {\displaystyle m(y|x)=m(x)}. Требуется найти решение уравнения регрессии {\displaystyle m(x)=\alpha }. Предполагается, что решение уравнения регрессии единственно, а функции {\displaystyle F(y|x)} и {\displaystyle m(x)} неизвестны.
Процедура стохастической аппроксимации для получения оценок корня {\displaystyle {\hat {x}}} уравнения регрессии {\displaystyle m({\hat {x}})=\alpha } заключается в использовании полученной на основании опыта обучающей выборки измеряемых случайных величин  {\displaystyle y_{1},...,y_{n}}. 
Оценка {\displaystyle {\hat {x_{n+1}}}} искомого корня находится на основе предыдущей оценки {\displaystyle {\hat {x_{n}}}} с помощью обучающего значения измеренной случайной величины {\displaystyle y_{n}} с помощью соотношения {\displaystyle {\hat {x_{n+1}}}={\hat {x_{n}}}+a_{n}(\alpha -y_{n})}, где {\displaystyle n\geqslant 1}, {\displaystyle {\hat {x_{1}}}} - произвольное число.
Если последовательность коэффициентов {\displaystyle a_{n}} удовлетворяет условиям {\displaystyle a_{n}>0}, {\displaystyle \sum _{n=1}^{\infty }a_{n}=\infty }, {\displaystyle \sum _{n=1}^{\infty }a_{n}^{2}<\infty }, то при {\displaystyle n\to \infty } оценка  {\displaystyle {\hat {x_{n+1}}}} стремится по вероятности к корню уравнения {\displaystyle m({\hat {x}})=\alpha }.
При некоторых дополнительных требованиях к функции регрессии {\displaystyle m(x)} оценки {\displaystyle {\hat {x_{n+1}}}}
могут сходится в среднеквадратическом к решению уравнения регрессии .

### Примеры
- Твёрдость сплава меди с железом {\displaystyle y} зависит от времени {\displaystyle x}, в течение которого сплав подвергается воздействию высокой температуры. В этом случае измеряемой случайной величиной является твёрдость сплава {\displaystyle y}, а задача состоит в определении времени {\displaystyle {\hat {x}}}, при котором сплав имеет заданную твёрдость {\displaystyle y=\alpha }[6].

## Поиск экстремума функции регрессии
Оценка {\displaystyle {\hat {x_{n+1}}}} экстремального значения функции регрессии находится на основе предыдущей оценки {\displaystyle {\hat {x_{n}}}} и обучающих значений измеренной случайной величины {\displaystyle y_{2n}} и {\displaystyle y_{2n-1}}
с помощью соотношения {\displaystyle {\hat {x_{n+1}}}={\hat {x_{n}}}+{\frac {a_{n}}{c_{n}}}(y_{2n}-y_{2n-1})}, где {\displaystyle n\geqslant 1}, {\displaystyle {\hat {x_{1}}}} - произвольное число, {\displaystyle a_{n}} - последовательность положительных чисел, а последовательности {\displaystyle y_{2n}} и {\displaystyle y_{2n-1}} независимы и соответствуют значениям параметра {\displaystyle {\hat {x_{n}}}+c_{n}} и {\displaystyle {\hat {x_{n}}}-c_{n}}.
Если последовательности коэффициентов {\displaystyle a_{n}} и {\displaystyle c_{n}} удовлетворяют условиям {\displaystyle a_{n}>0}, {\displaystyle c_{n}>0}, {\displaystyle c_{n}\to 0} при {\displaystyle n\to \infty }, {\displaystyle \sum _{n=1}^{\infty }a_{n}=\infty }, {\displaystyle \sum _{n=1}^{\infty }a_{n}c_{n}<\infty }, {\displaystyle \sum _{n=1}^{\infty }({\frac {a_{n}}{c_{n}}})^{2}<\infty }, то при {\displaystyle n\to \infty } оценка  {\displaystyle {\hat {x_{n+1}}}} стремится по вероятности к экстремальному значению функции регрессии.
При некоторых дополнительных требованиях к функции регрессии {\displaystyle m(x)} оценки {\displaystyle {\hat {x_{n+1}}}} могут сходится в среднеквадратическом к экстремуму функции регрессии.

### Примеры
- Урожайность участка земли {\displaystyle y} зависит от количества удобрений {\displaystyle x}. В этом случае измеряемой случайной величиной является урожайность {\displaystyle y}, а задача состоит в определении количества удобрений {\displaystyle {\hat {x}}}, при котором участок земли имеет макcимальную урожайность[6].